# Келаа-ес-Серагіна
Келаа-ес-Серагіна (араб. قلعة السراغنة, бербер. ⵇⵍⵄⵜ ⵙⵔⴰⵖⵏⵙ) або Ель-Келаа-де-Срагна (фр. El Kelaa des Sraghna) - місто в Марокко. Розташоване в регіоні Марракеш — Сафі в центрі країни. Місто відоме своєю сільськогосподарською діяльністю, зокрема вирощуванням маслин. Населення — 95 224 осіб (перепис 2014).

## Назва
Назва міста складається з двох термінів. Перший, Келаа, в перекладі з арабської позначає замок чи фортецю.
Другий, Серагіна, походить від берберського слова Aserɣin (мн. Iserɣinen), що використовувався для позначення людей з Аравійського півострова. Це слово утворено від кореня RƔ, який позначає акт горіння. Отже, термін Iserɣinen відносився до тих народів, які мали «обпалений» або темний колір шкіри. Наразі таку назву має місцеве плем’я Срагна.

## Історія
Згідно з історичними згадками, місто Келаа-ес-Спрагіна було засноване султаном з династії Алавітів Мулаєм Ісмаїлом у XVII—XVII століттях. Він мав намір об’єднати декілька цитаделей і касб задля контролю переміщень племен, що мешкали в горах. 
З іншого боку, створення міста могло статися за часів династії Альморавідів. Ця теза ґрунтується на припущенні намірів Альморавідів щодо контролю дороги від Фесу до Марракешу та їхньої боротьби проти федерації Берегватів, що розглядалися як релігійні єретики.

## Сільське господарство
Місцевість навколо міста відома своїми оливковими деревами, що посідають перше місце в секторі лісового господарства регіону.
Проте вирощування маслин у регіоні має декілька перешкод: наприклад, переважна більшість виробників оливкових культур через брак коштів використовує традиційні методи вирощування з низькою врожайністю.